# توماس ونکایزلی
توماس ونکایزلی (انگلیسی: Thomas Vancaeyezeele؛ زادهٔ ۲۷ ژوئیهٔ ۱۹۹۴) بازیکن فوتبال اهل فرانسه است.
وی همچنین در تیم ملی فوتبال گویان فرانسه بازی کرده‌است.